# Rhopalomyzus narzikulovi
Rhopalomyzus narzikulovi är en insektsart. Rhopalomyzus narzikulovi ingår i släktet Rhopalomyzus och familjen långrörsbladlöss. Inga underarter finns listade i Catalogue of Life.